# BMW 600
BMW 600 – samochód osobowy klasy aut miejskich produkowany przez niemiecki koncern motoryzacyjny BMW w latach 1957–1959, jako konkurencyjny dla francuskich, angielskich i włoskich samochodów tej klasy. Miał wypełnić lukę między motocyklami i dużymi samochodami osobowymi. Był to czteromiejscowy mały samochód produkowany od połowy 1957 do listopada 1959. Konstrukcja silnika była w dużej mierze oparta na czterosuwowych silnikach motocyklowych BMW w uładzie przeciwsobnym (bokser) ze zmniejszonym skokiem tłoka i zmodyfikowanym gaźnikiem. Projekt częściowo był oparty na dwumiejscowym BMW Isetta, był pierwszym powojennym czteromiejscowym autem marki BMW. Nie był sukcesem sprzedażowym, ale zapoczątkował proces projektowania bardziej udanego następcy, BMW 700.

## Historia
Już w 1956 BMW opracowało prototypy oparte na Isetta do budowy czteromiejscowego pojazdu z przednim wejściem i nową tylną osią oraz z chłodzonym powietrzem silnikiem typu bokser. Jeden nadal miał składany dach, taki jak Isetta, i wolnostojące reflektory; brakowało bocznych drzwi. Nazwa przedwojennej serii „Dixi” została tymczasowo zakwalifikowana jako nazwa samochodu.
Dwa lata po wprowadzeniu Isetta, BMW zaprezentowało BMW 600 zaproszonym przedstawicielom prasy 27 sierpnia 1957 roku w Feldafing nad jeziorem Starnberg.

## Budowa
Chłodzony powietrzem dwucylindrowy silnik typu bokser z centralnym wałkiem rozrządu napędzanym zębatkami walcowymi i zaworami górnymi w kształcie litery V jest zainstalowany wzdłużnie za tylną osią. Wentylator chłodzący znajduje się za silnikiem i jest napędzany bezpośrednio przez wał korbowy, nad nim znajduje się filtr powietrza. Skrzynia biegów z mechanicznie uruchamianym suchym sprzęgłem jednotarczowym i mechanizmem różnicowym jest zamocowana kołnierzowo z przodu silnika. Ma centralną przerzutkę, cztery zsynchronizowane biegi do przodu i jeden bieg wsteczny. Tylne koła są napędzane przez dwa wały, każdy z dwoma gumowymi przegubami.
BMW 600 ma sztywną ramę skrzynkową wykonaną z podłużnych rur stalowych o przekroju kwadratowym. Każde z kół jest zawieszone z przodu na przesuniętym wahaczu w stylu zawieszenia Dubonnet (cały wahacz jest obracany do kierowania, a nie tylko wspornik koła), jak w Isetta. Zawieszenie z tyłu umocowane było na szeroko zamontowanych, trójkątnych, wleczonych podłużnych wahaczach, zastosowanych po raz pierwszy w autach BMW. Zawieszenie składa się ze sprężyn śrubowych z teleskopowymi amortyzatorami na wszystkich kołach oraz dodatkowych gumowych elementów tłumiących z tyłu.
Nadwozie to zamknięte nadwozie w całości ze stali (opcjonalnie ze składanym szyberdachem) z przednimi drzwiami otwieranymi na lewo i prawymi tylnymi bocznymi drzwiami, które są z przodu na zawiasach. Kierownica i deska rozdzielcza odchylają się na zewnątrz po otwarciu przednich drzwi. Koło zapasowe znajduje się za osłoną po wewnętrznej stronie przednich drzwi. Zbiornik montowany jest nad silnikiem.
Samochód posiadał kanapę dla dwóch osób z przodu i z tyłu. Przestrzeń na tylnych siedzeniach została opisana jako obszerna we współczesnym raporcie z testów, według Paula Simsy w Auto, Motor und Sport "więcej niż w konwencjonalnych dwudrzwiowych małych samochodach". Bagażnik za tylną kanapą jest jednak bardzo mały i ma pojemność 100 litrów zgodnie ze specyfikacją fabryczną. Aby zwiększyć rozmiar, oparcie siedzenia można złożyć do przodu lub całe tylne siedzenie można wyjąć.

## Galeria

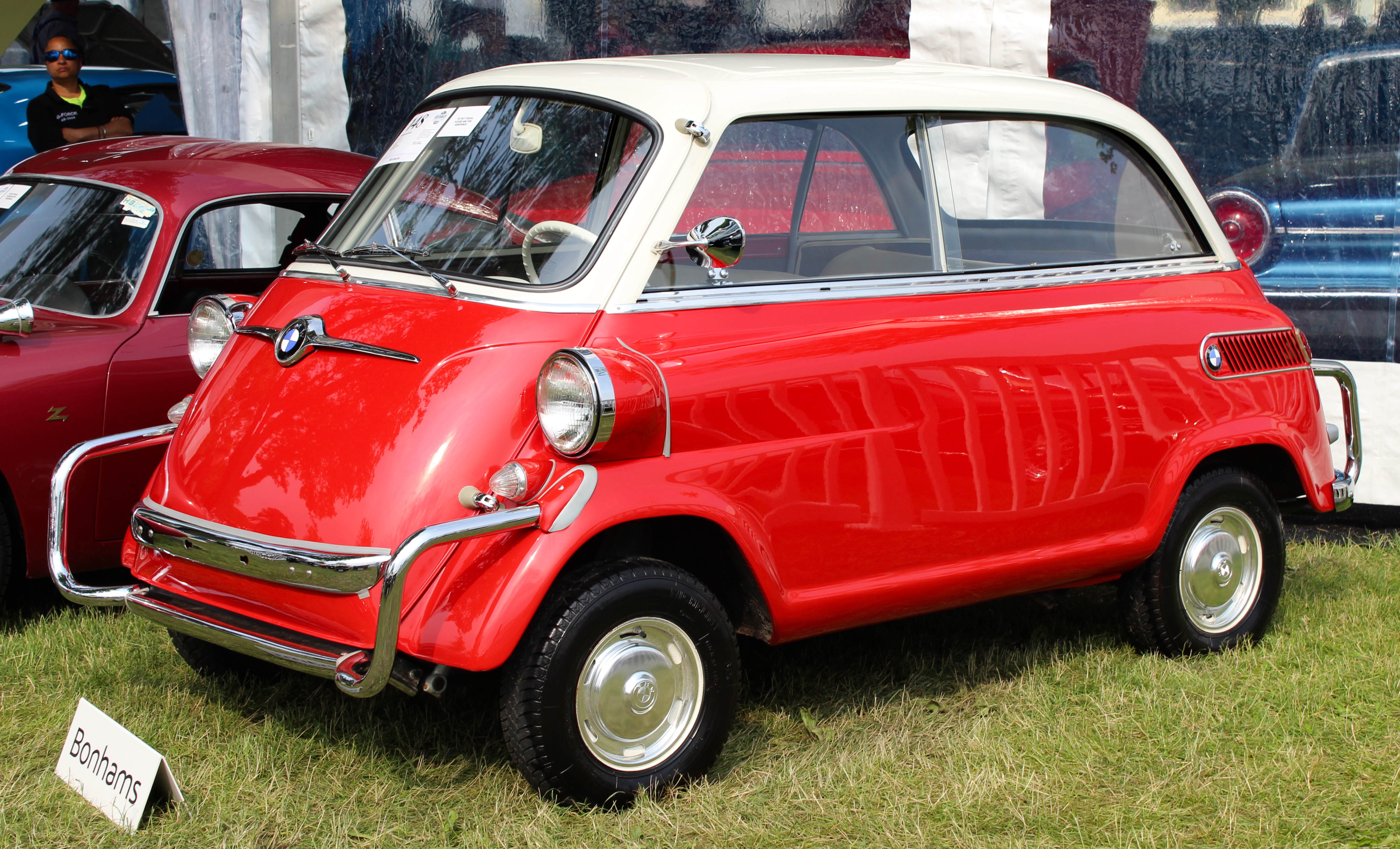
BMW 600 - widok z frontu i lewej strony
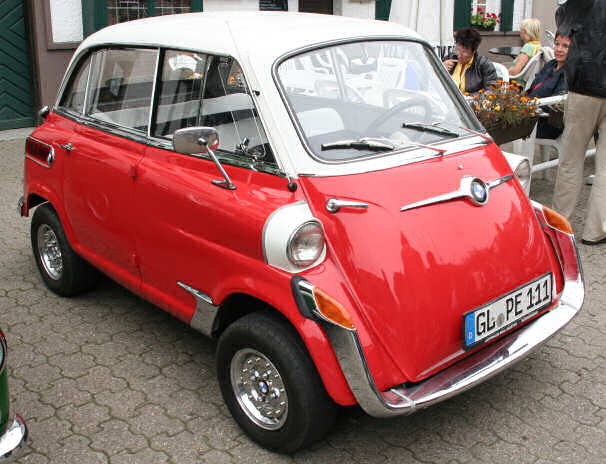
BMW 600 - widok z frontu i prawej strony
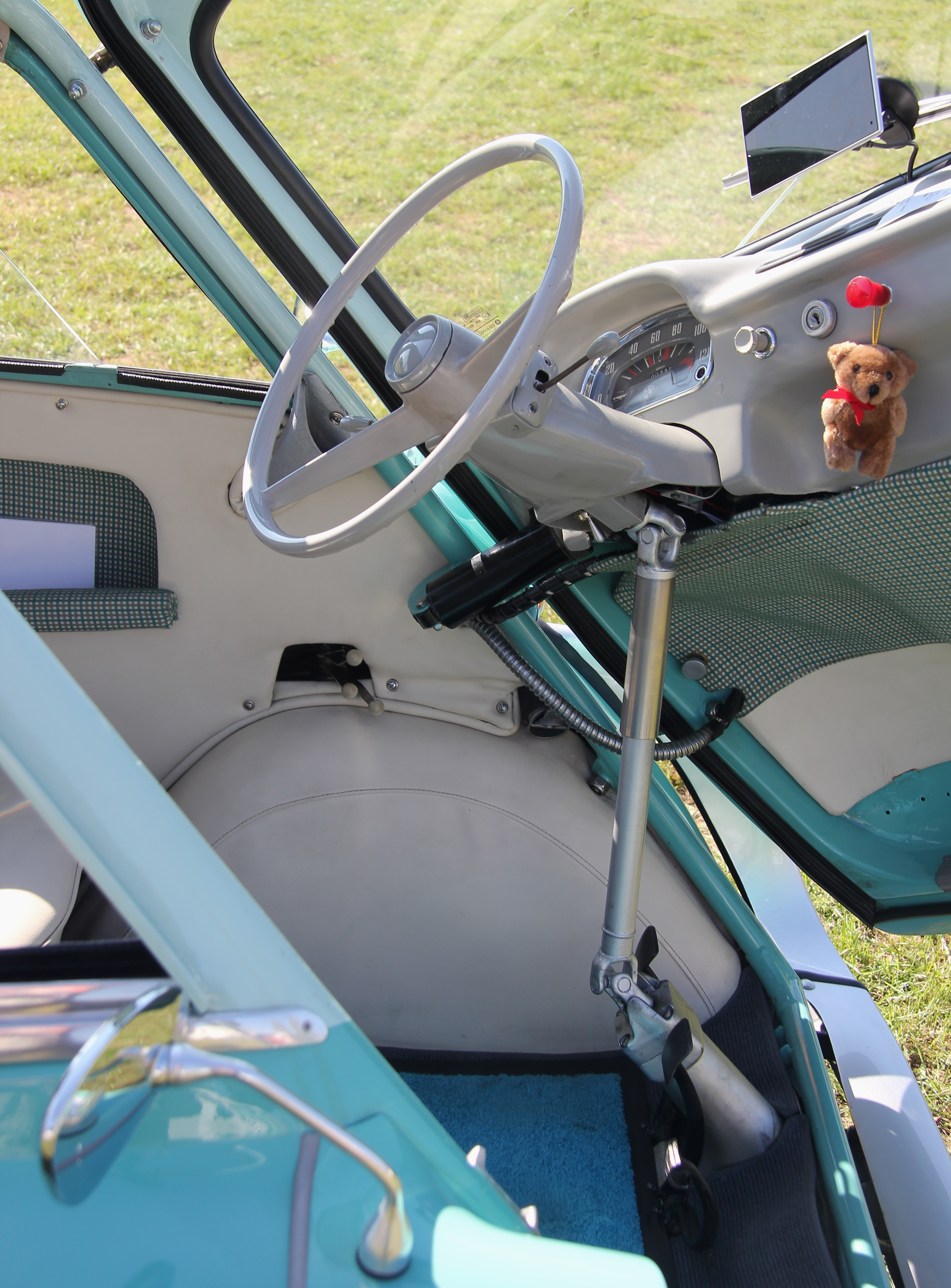
Kolumna kierownicy przy otwartych drzwiach przednich
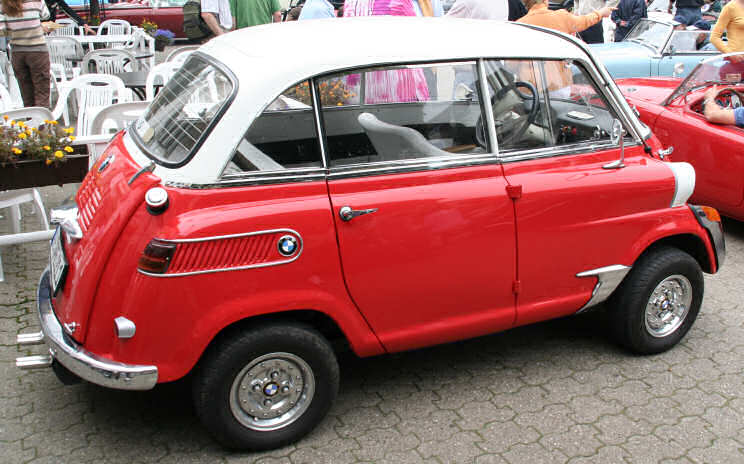
Tylne drzwi w tyle po prawej stronie dla pasażerów na tylnej kanapie
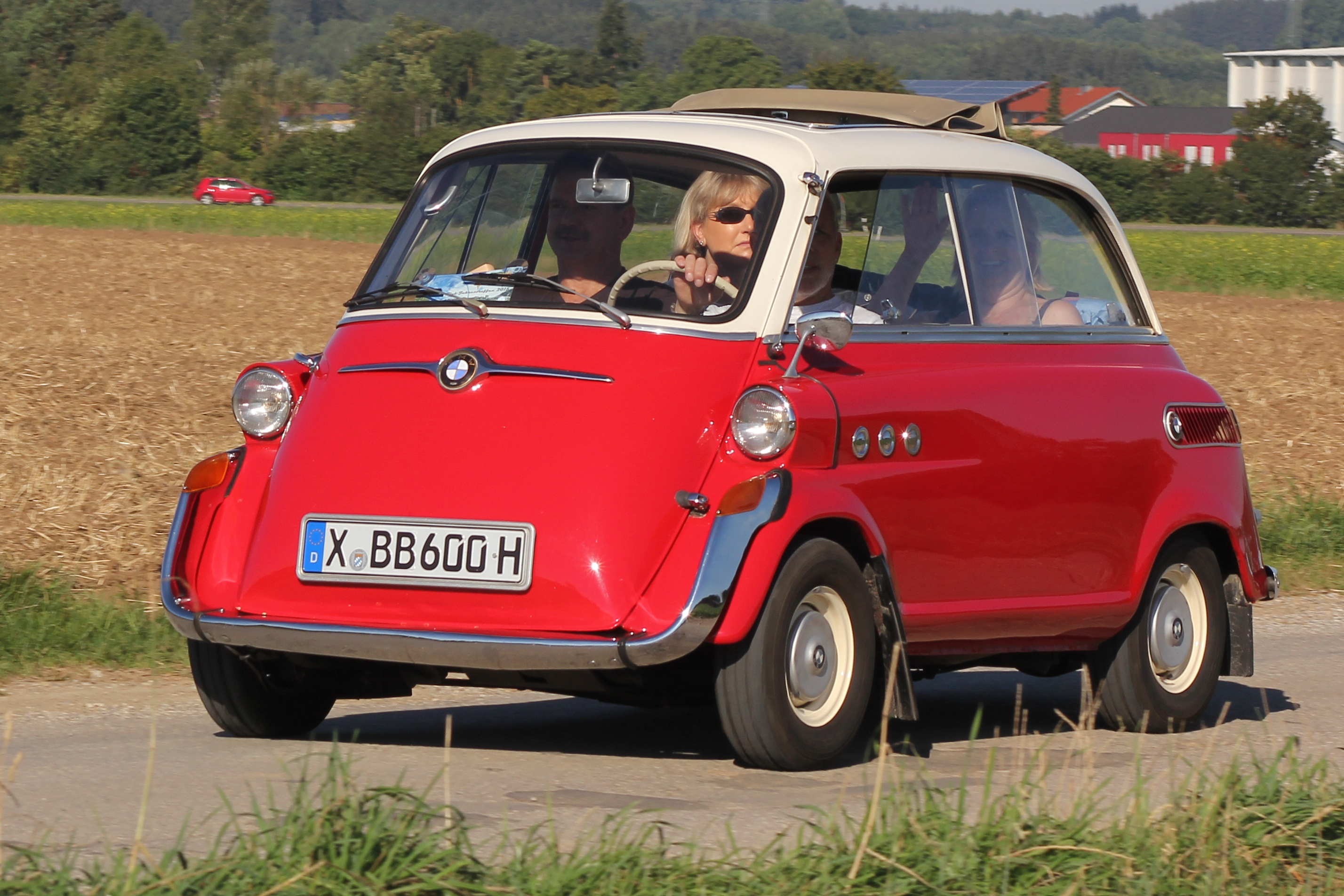
BMW 600 z odsuwanym dachem
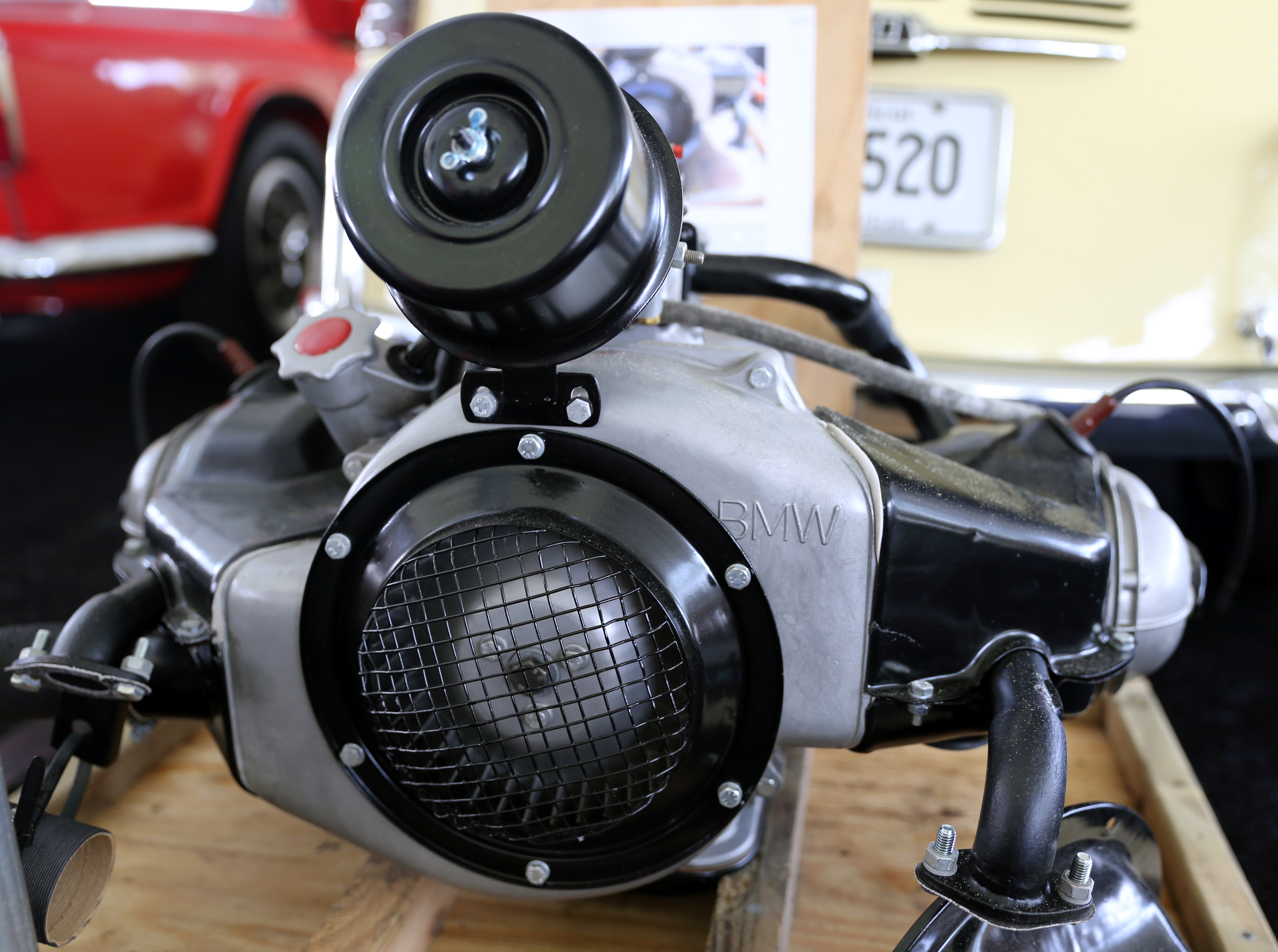
Silnik BMW 600
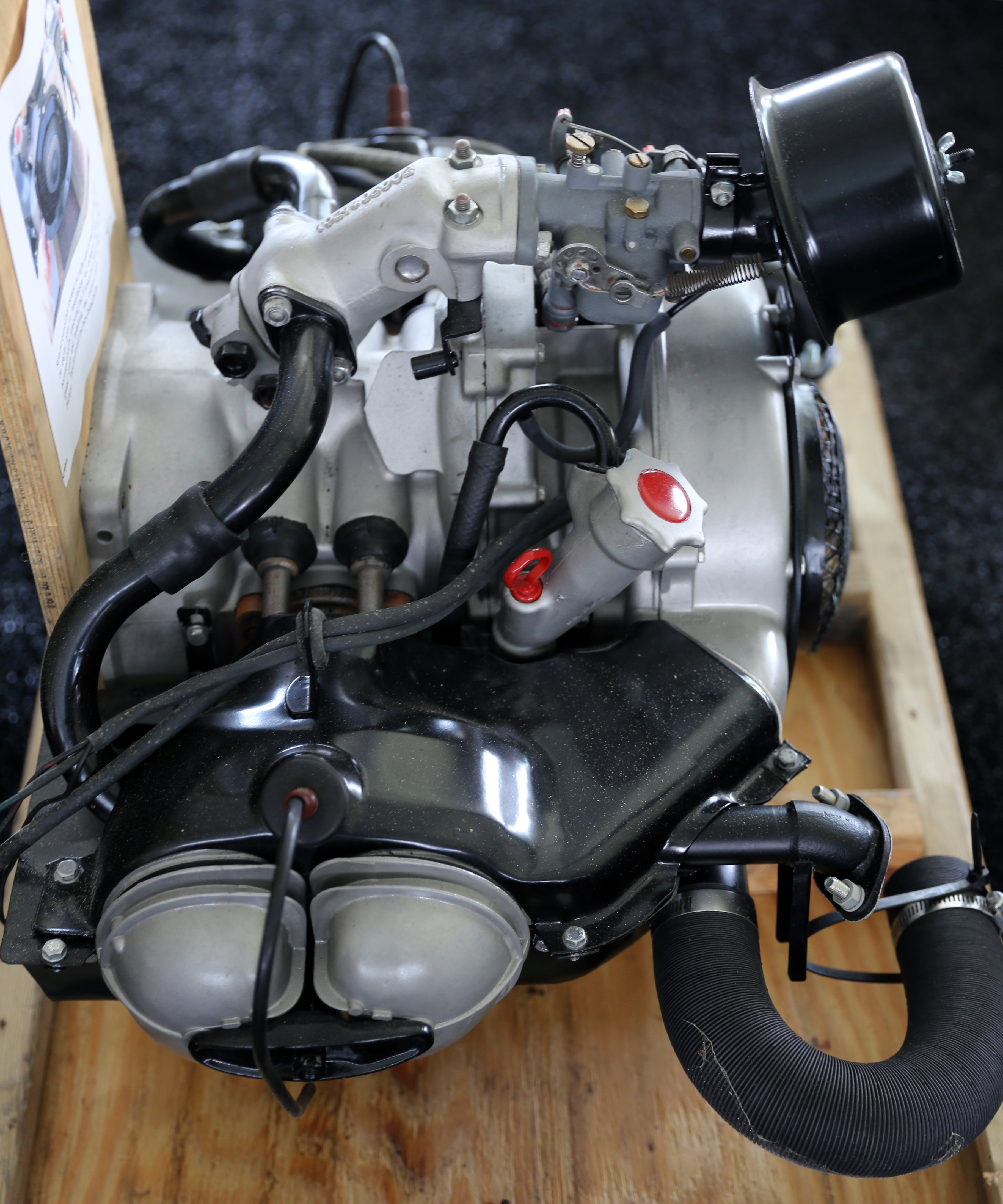
Silnik BMW 600 (widok skośny od góry)
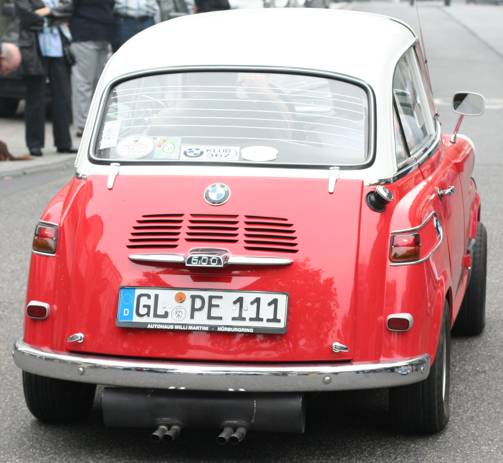
BMW 600 - widok od tyłu (wydech i koła nie są z wyposażenia seryjnego)
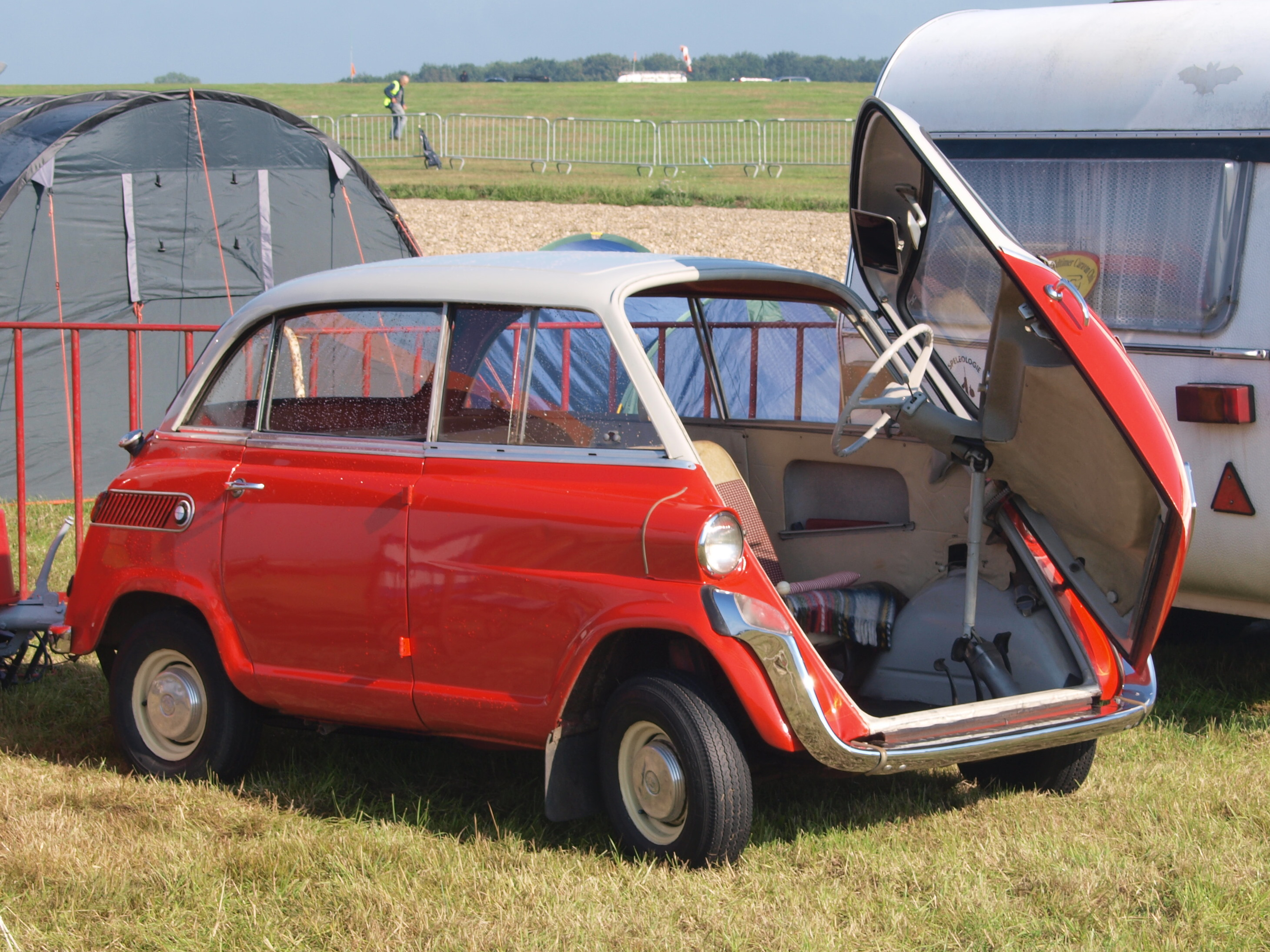
BMW 600 z otwartymi przednimi drzwiami
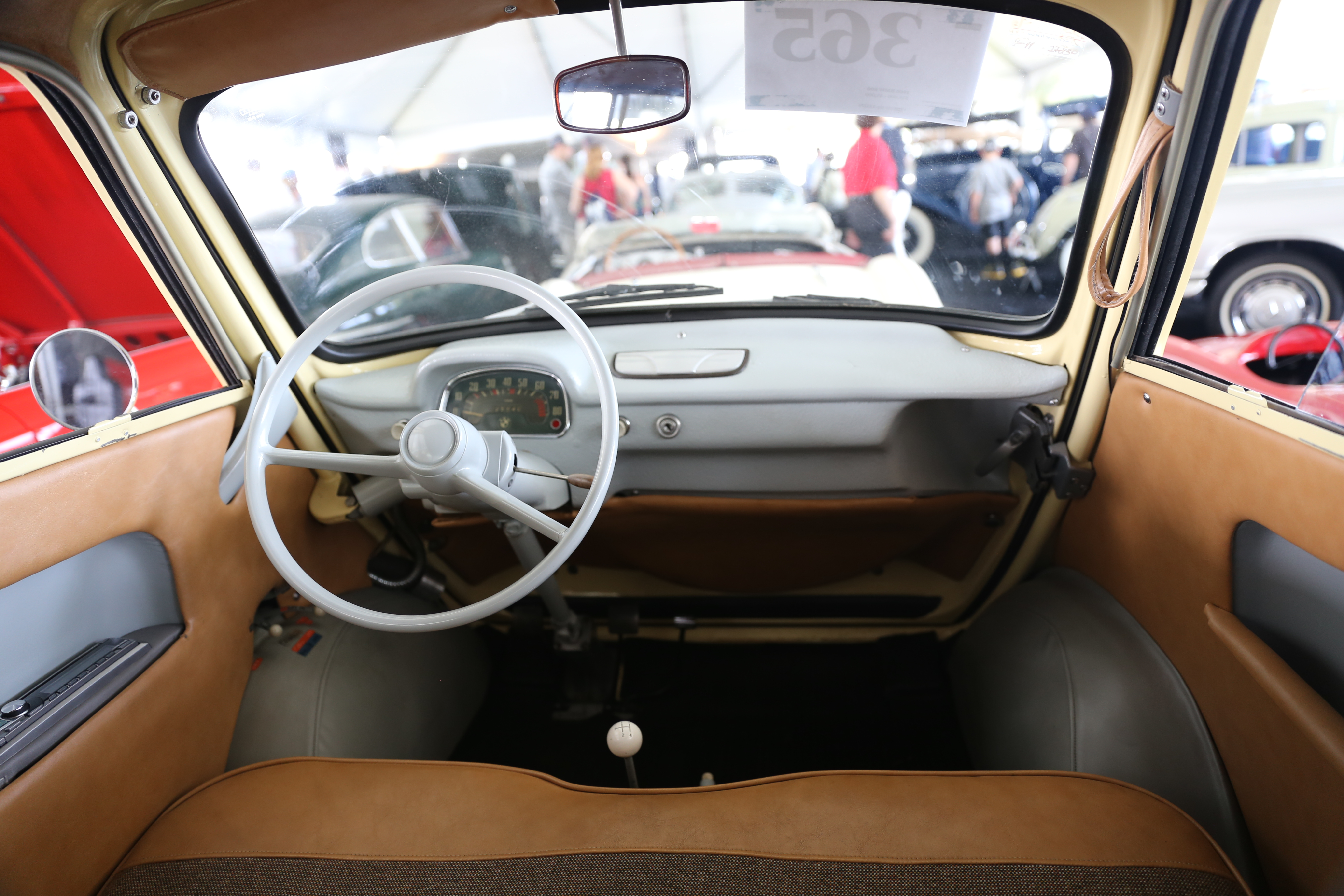
BMW 600 wnętrze z deską rozdzielczą i kolumną zmiany biegów w podłodze